# James L. Kraft
James Lewis Kraft (11 de diciembre de 1874 - 16 de febrero de 1953) fue un empresario e inventor canadiense-estadounidense. Kraft fue el primero en patentar el queso procesado.

## Biografía
Kraft nació en Stevensville, Ontario, Canadá, situado justo al norte de Fort Erie, sus padres eran Minerva Alice (de soltera, Tripp; 1848-1933) y George Franklin Krafft (1842-1914), un agricultor de origen alemán. Kraft fue educado en el área de Stevensville (S.S. No. 9) y trabajó cerca, en la tienda de Ferguson General en Fort Erie, Ontario de 1901 a 1902.
Después de emigrar a Buffalo en 1902, fue obligado a salir de la mayorista quesera Shefford Cheese Company por sus socios. Kraft comenzó un nuevo negocio de quesos en Chicago en 1903 vendiendo el queso en un carro tirado por caballos. Cuatro de sus hermanos se unieron a la compañía en 1909. A medida que el negocio crecía, Kraft adquirió sus propias instalaciones lácteas, y abordó el problema del deterioro desmenuzando el queso Cheddar y luego calentándolo lo suficiente para matar mohos y bacterias, deteniendo así el proceso de envejecimiento del queso.
Su queso pasteurizado patentado tenía una vida útil mucho más larga que el queso ordinario, aunque los conocedores se quejaron de que Kraft literalmente había "matado el queso", y los fabricantes de lo que ahora se llamaba "queso natural" (no pasteurizado) vendían su producto como "queso embalsamado". Las regulaciones federales eventualmente requirieron a Kraft y otros fabricantes de productos alterados de queso que comercializaran los nuevos alimentos como "queso procesado".
En 1914 se crea J.L. Kraft & Bros. Company, que más tarde se convirtió en Kraft Foods Inc, abriendo su primera planta de fabricación de queso en Stockton, Illinois. Kraft desarrolló un proceso, patentado en 1916, para pasteurizar el queso para que resistiera sin estropearse, pudiendo ser enviado a largas distancias. La empresa creció rápidamente, expandiéndose a Canadá en 1919. Kraft vio un gran aumento en los negocios durante la Primera Guerra Mundial, cuando el gobierno de los Estados Unidos proporcionó queso en latas a sus fuerzas armadas.
J. L. Kraft sirvió como presidente de la compañía desde 1909 hasta su muerte en 1953. A través de los años, Kraft introdujo muchos productos innovadores y usó técnicas de marketing progresivas para hacer de su compañía uno de los principales productores de alimentos de América del Norte. La empresa introdujo 'Velveeta' en 1928 y 'Miracle Whip' en 1933 en la Exposición Universal de Chicago. También se sumarían en los años posteriores los macarrones con queso en 1937, la margarina 'Parkay' en 1940, el queso procesado cortado en 1950 y 'Cheez Whiz' en 1952.
Kraft era un fabricante aficionado de joyería; también apoyó a la Iglesia Bautista y fue un fuerte defensor de la educación religiosa para los jóvenes.
A mediados de la década de 1920, Kraft empezó una aventura para crear una comunidad de moda de golf y tenis en Lake Wales, Florida, junto con Carl y Bertha Hinshaw. El colapso de la tierra de Florida y la caída del mercado de valores en octubre de 1929 marcaron el final de la conexión con Kraft. El chalet Suzanne abrió en el peor año de la Gran Depresión, 1931, y ha funcionado durante sucesivas generaciones de la familia de Hinshaw desde entonces. A pesar de que Kraft se retiró del desarrollo, una casa de los años 1920 de arquitectura neocolonial española sigue siendo llamada "The Kraft House".
J. L. Kraft y su esposa Pauline tuvieron una hija, Edith (1916-2012). La casa de los Kraft, construida en 1922 por el arquitecto Paul V. Hyland, se encuentra en North Kenmore en Wilmette, Illinois. Él fue enterrado en un parque conmemorativo en el cementerio de Skokie, Illinois. Kraft tiene familiares vivos en Illinois y en Fort Erie, Ontario.
Algunos de los hermanos de Kraft, Charles Herbert, Frederick, Norman y John Henry, eran ejecutivos de Kraft Foods. La granja de la familia Kraft (ubicada en Bowen Road en Winger Road) en Stevensville, Ontario sigue existiendo como área agrícola.